# 莫斯季 (巴赫馬奇區)
51°21′5″N 32°56′29″E / 51.35139°N 32.94139°E
莫斯季（烏克蘭語：Мости），是烏克蘭北部的村莊，隸屬切爾尼希夫州的尼任區。該村始建於1650年，面積0.17平方公里，海拔高度121米，2006年人口56，人口密度每平方公里333.3人。